# Romeo Langford
Romeo James Langford (New Albany, Indiana; 25 de octubre de 1999) es un baloncestista estadounidense que actualmente se encuentra sin equipo. Con 1,96 metros de estatura, ocupa la posición de escolta.

## Trayectoria deportiva

### High school
Langford asistió al New Albany High School desde su ciudad natal, y a pesar del interés de muchos de los centros de la región, permaneció en el mismo los cuatro años de instituto. En su temporada sénior promedió 35,5 puntos y 8,9 rebotes por partido. Tras la misma, fue seleccionado para disputar los prestigiosos McDonald's All-American Game, Jordan Brand Classic y Nike Hoop Summit, destacando sobre todo en el primero de ellos, en el que logró 19 puntos y 6 rebotes.
El 30 de abril de 2018 anunció que no se movería de su estado para continuar su carrera, al elegir la Universidad de Indiana.

### Universidad
Jugó una temporada con los Hoosiers de la Universidad de Indiana, en la que promedió 16,5 puntos, 5,4 rebotes y 2,3 asistencias por partido. Fue incluido por los entrenadores en el segundo mejor quinteto de la Big Ten Conference y en el mejor quinteto freshman.
El 27 de mayo de 2019 confirmó que renunciaba a los tres años de universidad que le quedaban para presentarse al Draft de la NBA.

#### Estadísticas
| Año     | Equipo  | PJ | PT | MPP  | %TC  | %3P  | %TL  | RPP | APP | ROB | TPP | PPP  |
| ------- | ------- | -- | -- | ---- | ---- | ---- | ---- | --- | --- | --- | --- | ---- |
| 2018–19 | Indiana | 32 | 32 | 34.1 | .448 | .272 | .722 | 5.4 | 2.3 | .8  | .8  | 16.5 |

### Profesional
Fue elegido en la decimocuarta posición del Draft de la NBA de 2019 por los Boston Celtics.
Durante su tercera temporada en Boston, el 10 de febrero de 2022 es traspasado junto a Josh Richardson a San Antonio Spurs a cambio de Derrick White.
Tras quedar como agente libre, el 30 de agosto de 2023, firma con Utah Jazz, pero es cortado el 17 de octubre. El 30 de octubre se unió a su filial en la G League, los Salt Lake City Stars.
El 28 de octubre de 2024 firmó por mes y medio con el BCM Gravelines de la LNB Pro A francesa para reemplazar temporalmente al lesionado Hunter Cattoor.

## Estadísticas de su carrera en la NBA

### Temporada regular
| Año     | Equipo      | PJ  | PT | MPP  | %TC  | %3P  | %TL  | RPP | APP | ROB | TPP | PPP |
| ------- | ----------- | --- | -- | ---- | ---- | ---- | ---- | --- | --- | --- | --- | --- |
| 2019-20 | Boston      | 32  | 2  | 11.6 | .350 | .185 | .720 | 1.3 | .4  | .3  | .3  | 2.5 |
| 2020-21 | Boston      | 18  | 4  | 15.7 | .356 | .278 | .750 | 1.9 | .7  | .3  | .3  | 3.1 |
| 2021-22 | Boston      | 44  | 5  | 16.5 | .429 | .349 | .588 | 2.4 | .4  | .5  | .4  | 4.7 |
| 2021-22 | San Antonio | 4   | 0  | 10.8 | .571 | .000 | .375 | 1.0 | .5  | .3  | .0  | 2.8 |
| 2022-23 | San Antonio | 43  | 21 | 19.6 | .467 | .262 | .696 | 2.7 | 1.2 | .6  | .3  | 6.9 |
| Total   | Total       | 141 | 32 | 16.1 | .430 | .288 | .659 | 2.1 | .7  | .4  | .3  | 4.6 |

### Playoffs
| Año   | Equipo | PJ | PT | MPP  | %TC  | %3P  | %TL   | RPP | APP | ROB | TPP | PPP |
| ----- | ------ | -- | -- | ---- | ---- | ---- | ----- | --- | --- | --- | --- | --- |
| 2020  | Boston | 7  | 0  | 6.6  | .400 | .500 | .500  | .4  | .3  | .1  | .0  | 1.4 |
| 2021  | Boston | 4  | 2  | 27.3 | .406 | .353 | 1.000 | 2.5 | 1.3 | .8  | .5  | 9.0 |
| Total | Total  | 11 | 2  | 14.1 | .405 | .368 | .833  | 1.2 | .6  | .4  | .2  | 4.2 |